# Openingsscène en startplotscène
De openingsscène is de eerste scène in een verhaal, het eerste tafereel waarmee een fictiefilm aanvangt of waarmee een boek begint. De term wordt vooral bij scenario's gebruikt. Bij verhalen spreekt men ook wel van incipit. Met de openingsscène geeft de scenarist informatie over het verhaal, de sfeer, de locatie, en zelfs het thema. Een openingsscène is echter niet hetzelfde als een startplotscène.

## Onderscheid
Er wordt in scenariostudies onderscheid gemaakt tussen openingsscène en startplotscène. Terwijl het eerste gewoon de scène is waarmee de film begint vanaf het eerste shot, bedoelt men met het tweede de scène waarmee het eigenlijke verhaal, de plot, pas goed op gang komt. Een voorbeeld van de "start" van de plot is de scène in Hitchcocks Strangers on a Train wanneer Bruno zijn perfecte plan van de "moordwissel" uitlegt aan de nietsvermoedende tennisster Guy. De openingsscène van diezelfde film liet tevoren zien dat deze twee mannen, die elkaar niet kennen, de trein namen en naast elkaar gingen zitten.

## Belang van de openingsscène
De openingsscène is voor een scenarist heel belangrijk. Hij of zij wil immers een verhaal schrijven dat verkoopt, een product waarvoor een filmproducer warm kan lopen. Bij een erg opvallende eerste scène spreekt men van een hook, wat betekent dat de aandacht van de lezer/toeschouwer van bij de eerste minuut gevangen wordt door iets prikkelends of opwindends te tonen. Het wordt soms ook een teaser genoemd. "In medias res" beginnen is nog een truc uit de trukendoos van de scenarist: een voorbeeld daarvan zijn enkele Indiana Jonesfilms waar de kijker meteen midden in de actie zit. De openingsscène biedt de scenarist ook de gelegenheid tot expositie, zodat de kijker kennismaakt met de hoofdpersonages en hun karakter, hun kennissen, de plaats waar ze leven en wat ze doen. Vroeg in het script wordt ook de antagonist geïntroduceerd, al is dat gewoonlijk niet reeds in de eerste scène. 

## Nog enkele voorbeelden

### Openingsscènes
- Apocalypse Now opent met een brandende jungle  en de surrealistische geluiden van helikopters.
- In Signs zien we eerst de boerderij, en het hoofdpersonage dat wakker wordt. Hij heeft het gevoel dat er iets mis is. Buiten ziet hij de graancirkels.
- Scream begint met een lange sequentie met Casey Becker (Drew Barrymore) die alleen thuis is. Iemand belt haar op haar en jaagt haar de stuipen op het lijf.
- In Spider-Man 2  levert Peter Parker zijn pizza's te laat af en hij wordt ontslagen.
- In Amadeus wordt Salieri, Mozarts antagonist, na zijn zelfmoordpoging bezocht door een priester, die hij vervolgens zijn leven vertelt. In de film wordt dit weergegeven met gebruikmaking van flashbacks.

### Startplotscènes
- In The Graduate is dit de scène waarin Ben op zijn kamer bezoek krijgt van Mrs Robinson, en zij hem vraagt haar naar huis te brengen.
- In The Verdict start de plot wanneer Mickey tegen Frank zegt dat hij een zaak heeft.
- In Thelma & Louise start de plot wanneer de twee vrouwen op weekend vertrekken.